# Distretto di Kaabong
Il distretto di Kaabong è un distretto dell'Uganda, situato nella Regione settentrionale. La sede centrale ha sede nella città di Kaabong. 

## Popolazione
Un censimento della popolazione nel 1991 ha riportato circa 91 200 persone residenti nel distretto, un altro effettuato nel 2002 ha riportato 202 800 abitanti. Un censimento del 2014 ha registrato un declino contando circa 167 900 abitati. Tuttavia nel 2019 si calcola un aumento del 2.51% rispetto al 2014. Gli uomini ricoprono il 47,5% della popolazione, mentre le donne il restante 52,5%.